# Morpeth
Morpeth je glavno mesto grofije Northumberland v Angliji. Leži ob reki Wansbeck, ki teče skozi vzhodni del mesta. Mesto je le eno miljo oddaljeno od ceste A1, ki se mestu ogne z obvoznico. 
Morpeth je upravni center grofije Northumberland od leta 1981. Glede na popis prebivalstva iz leta 2001 ima mesto 13.833 prebivalcev. Med bližnje vasi spadata Mitford in Pegswood.